# Kevin Vandamme
Kevin Vandamme is een Belgisch voormalig trampolinespringer.

## Levensloop
Vandamme werd driemaal Belgisch kampioen (in 2010, 2011 en 2012) in het trampolinespringen en is daarnaast Belgische recordhouder (hoogste score totaal) in de 'dubbele minitrampoline'. Daarnaast werd hij in 2010 achtste in de finale van de dubbele minitrampoline op de Europese kampioenschappen in het Bulgaarse Varna.